# 金鎧蛺蝶
金鎧蛺蝶（学名：Chitoria chrysolora），又名臺灣小紫蛺蝶，为蛺蝶科鎧蛺蝶屬下的一个种。

## 概述
雌雄异型。雄蝶翅赭黄色，斑纹黑褐色。前翅中室内部处脉上有斑纹，外线近前缘及后角附近黑斑模糊。后翅亚外缘黑斑向后缘渐小。雌蝶以中央带为界内侧灰绿色，外侧褐色，中央带纯白色至土黄色。雄蝶反面黄绿色带微灰色，前翅黑圆斑外环土黄色，后翅眼纹黑色，有白瞳点，外环具褐色细线。雌蝶灰绿色中央带白色，内侧具阴影，圆斑同雄蝶。分布台湾。

## 分佈
分布於華西、華南、華東、臺灣。臺灣見於本島低至中海拔地區。
在Yoshino（1997）記述產自華南的亞種 C. c. eitschbergeri 之前，本種長期被認為是臺灣特有種，但兩者是否同種仍需進一步研究確認。

## 棲地
棲息於常綠闊葉林，一年多代。成蝶飛行活潑快速，喜吸食樹液與腐果。雌蝶於葉背成塊產卵，幼蟲群聚生活，停棲於葉背，以非休眠狀態越冬。幼蟲取食大麻科植物，如朴樹、石朴、沙楠子樹等葉片。